# Каир-хан
Каир-хан (каз. Қайыр-хан, Гайир-хан, узб. Qayir-Xon), Кадир-хан (Qodir-Xon) или Иналчук (Inalchuq, Инал-хан, Iynal-Xon) — правитель Отрара во времена монгольского нашествия, дядя (по другим данным, двоюродный брат) Хорезмшаха Мухаммеда по материнской линии (мать — Туркан-хатун).

## Правление до 1219 года
Иналчук (иначе Иналчик или Инал-хан), Кайир-хан был наместником хорезмшаха Алауддина Мухаммада в Отраре. Хорезмшах Tекеш в своих грамотах называет его своим сыном фарзанд, и в таком случае Кайрхан был братом (возможно, сводным) последнего Хорезмшаха, Алауддина Мухаммеда. Мусульманское имя Kaиp-xaна было Тадж-ад-дин, а узбекское — Яган-Тогды («Слон родился»). В период правления Кайир-хана Отрар стал крупным культурным и торговым центром Средней Азии и государства Хорезмшахов. Кайир-хан был одним из крупных военачальников государства Хорезмшахов.

## Отрарская катастрофа
В завоевательные планы Чингисхана входило и покорение Средней Азии. Здесь существовало государство Хорезмшахов, которым правил Хорезмшах Мухаммед, войско которого составляло около 400 тысяч человек, Чингисхан же располагал всего 200 тысячами человек. Чингисхан отправил Мухаммеду караван из 500 нагруженных подарками верблюдов, а в сопроводительном письме назвал Мухаммеда «любимым сыном», при этом предлагая дружбу. Это оскорбило Хорезмшаха, поскольку в те времена назвать кого-либо «сыном» означало считать его своим вассалом. Хорезмшах же, являясь правителем крупного и мощного государства, не желал быть чьим-либо подданным. Тем не менее, он отправил такой же ответный караван, попросив Каир-хана проверить подарки Чингисхана.
Новый караван Чингисхана в составе 450 купцов и монгольских офицеров был отправлен в 1218 году. Посол, возглавлявший караван, потребовал, чтобы его приняли с почестями. Тогда Каир-хан высказал ему свои предположения относительно каравана и потребовал от монголов, чтобы они показали свой «товар». Те в ответ снова стали грубить, и тогда Каир-хан убил монгольского посла, а своим соратникам приказал, чтобы они перебили шпионов. По данным историка Рашид ад-Дина, дело обстояло следующим образом:

Когда послы и купцы прибыли в город Отрар, тамошним эмиром был некто, по имени Иналчук. Он принадлежал к родственникам Туркан-хатун, матери султана, и стал известен под прозвищем «Гайир-хан». В группе купцов был один индус, который в прошлые дни имел с ним знакомство; Иналчук по принятому [им] обычаю приглашал его к себе, тот же, возгордившись величием своего хана [Чингиз-хана], не проявлял к нему [должного] уважения. Гайир-хан на это сердился, да кроме того он позарился и на их [купцов] добро. Задержав их, он послал посла к султану в Ирак с уведомлением о [караване Чингиз-хана и о] положении [купцов].
Хорезмшах, не послушавшись наставлений Чингиз-хана и не вникнув глубоко, отдал приказ, допускающий пролитие их крови и захват их имущества. Он не понял того, что с разрешением их убийства [букв, крови] и [захвата их] имущества станет запретной жизнь [его собственная и жизнь его подданных]. Гайир-хан, согласно приказу [султана], умертвил их, но [тем самым] он разорил целый мир и обездолил целый народ.
Одному из шпионов Чингис-хана удалось спастись. Через некоторое время Мухаммед получил от Чингисхана письмо, в котором тот потребовал, чтобы Хорезмшах привел в ставку монгольского хана виновных в смерти монгольских купцов, и дал понять, что если это требование не будет выполнено, начнется война. Мухаммед, считая, что Каир-хан сам в состоянии справиться с монголами, никак не отреагировал на это требование.

## Нападение монголов и осада Отрара
В сентябре 1219 года монгольское войско, состоявшее из 150 тысяч человек, подошло к Отрару. Осадой города занялись Чагатай, Угэдэй, Субэдэй и другие военачальники. Каир-хан с 50-тысячным войском занялся обороной города. Город стойко держался 2 месяца. Чингисхан, не считая нужным держать всё войско вокруг Отрара, отправил часть армии во главе с Джучи на захват присырдарьинских городов. Вскоре были взяты Самарканд и Бухара. Чагатаю и Угэдэю удалось найти подземную дорогу, ведущую к источнику воды, и перекрыть её, таким образом оставив без воды Отрар. Вскоре в городе закончились и запасы продовольствия. Не выдержав голода, часть войск (10 тысяч человек) во главе с Караджа Хаджибом перешли на сторону монголов, а Мухаммед, имевший 400-тысячное войско, не спешил на помощь. Это было вследствие его подозрительности к своим военачальникам и министрам, а также ошибочное мнение того представления о монгольской армии как о грабителях, не умеющих вести продолжительные боевые действия с таким мощным и укрепленным городом, каким являлся Отрар. Мухаммед не знал боевые возможности монгольских войск и применение теми разнообразных метательных и осадных орудий, которые поступили на службу к монголам после войны с Китайским государством.
У Каир-хана, 5 месяцев находившегося в осажденном городе, осталось всего 20 тысяч воинов. В войне, продолжавшейся уже 7 месяцев, наравне с основным войском сражались даже старики и дети. Жители голодали 2 месяца. Враги подожгли город и перебили всех жителей. Каир-хана же, решившего убить себя, Чингисхан распорядился доставить живым. Когда Каир-хана доставили в Бухару к Чингисхану, «Сотрясатель Вселенной» спросил у правителя Отрара: «Это ты убил моего посла и разграбил мой караван?», на что Каир-хан ответил: «Твой посол стал причиной этой войны. А ты (монгольский хан) много горя и слёз принес людям. Его кровожадную душу не примет ни земля, ни небо, а кости будут съедены червями». Тогда, по преданию, разъяренный столь длительным сопротивлением и столь дерзким ответом Чингисхан приказал залить Каир-хану в глотку и на лицо расплавленное серебро.

## В культуре
Каир-хан стал персонажем романа Исая Калашникова «Жестокий век» (1978). Он действует в ряде фильмов:
- Тайны древности. Варвары. Часть 2. Монголы (США, 2003, документальный).
- Тень завоевателя (Гибель Отрара) Казахфильм, 1991.
- Чингисхан(сериал), 2004.